# Zubné
Zubné es un municipio situado en el distrito de Humenné, en la región de Prešov, Eslovaquia. Tiene una población estimada, en julio de 2024, de 348 habitantes.

## Demografía
| Año        | 1994 | 2004    | 2014    | 2024    |
| ---------- | ---- | ------- | ------- | ------- |
| Población  | 387  | 386     | 367     | 349     |
| Diferencia |      | −0,25 % | −4,92 % | −4,90 % |

| Año        | 2023 | 2024    |
| ---------- | ---- | ------- |
| Población  | 347  | 349     |
| Diferencia |      | +0,57 % |